# Keshari Chaudhary
Keshari Chaudhary, talvolta accreditata come Chaudhari (25 luglio 1991), è un'ex triplista e lunghista nepalese.

## Biografia
Avvinatasi all'atletica leggera giovanissima, Chaudhary a soli 14 anni ha imposto il proprio record nazionale nel salto in alto. È seguita una carriera all'interno della nazionale seniores nelle maggiori competizioni regionali e continentali, tra cui due Giochi asiatici consecutivi.
Attiva in diverse discipline, Chaudhary nel periodo di attività ha segnato nuovi record nepalesi, migliorandosi di volta in volta,  nel salto in alto anche nei 100 metri ostacoli e nei salti in estensione,  vincendo numerosi titoli nazionali.

## Palmarès
| Anno | Manifestazione               | Sede        | Evento         | Risultato | Prestazione | Note             |
| ---- | ---------------------------- | ----------- | -------------- | --------- | ----------- | ---------------- |
| 2009 | Campionati asiatici          | Canton      | 100 m piani    | Batteria  | 13"68       |                  |
| 2009 | Campionati asiatici          | Canton      | Salto triplo   | 13ª       | 11,23 m     |                  |
| 2010 | Giochi dell'Asia meridionale | Dacca       | Salto in alto  | 4ª        | 1,69 m      | Record nazionale |
| 2010 | Giochi asiatici              | Canton      | Salto triplo   | nm        | nm          |                  |
| 2013 | Campionati asiatici          | Pune        | 100 m hs       | Batteria  | 17"61       |                  |
| 2013 | Campionati asiatici          | Pune        | Salto triplo   | 8ª        | 11,56 m     |                  |
| 2014 | Giochi asiatici              | Incheon     | Salto in lungo | 10ª       | 4,76 m      |                  |
| 2014 | Giochi asiatici              | Incheon     | Salto triplo   | 15ª       | 11,32 m     |                  |
| 2009 | Giochi dell'Asia meridionale | Guwahati    | Salto in lungo | 5ª        | 5,14 m      |                  |
| 2009 | Giochi dell'Asia meridionale | Guwahati    | Salto triplo   | 5ª        | 11,99 m     | Record nazionale |
| 2017 | Campionati asiatici          | Bhubaneswar | Salto in lungo | 11ª       | 5,15 m      |                  |